# LPGA Tour 2004
Navigation
Édition précédente Édition suivante
Le LPGA Tour 2004 est la cinquantième-cinquième édition du Ladies Professional Golf Association Tour (LPGA), circuit professionnel féminin de golf, qui se déroule du 11 mars 2004 au 19 décembre 2004. Axée sur les États-Unis, la LPGA prend en compte également des tournois qui se déroulent hors des frontières américaines, ainsi cette saison voit des tournois programmés en France, au Canada, en Angleterre, en Corée du Sud et au Japon. Cette cinquantième-cinquième édition de ce circuit permet de proposer un certain nombre de tournois professionnels destinés aux femmes en dehors des compétitions amateurs. La volonté de la professionnalisation des golfeuses leur permet désormais de gagner de l'argent en jouant au golf.
Cette saison comporte trente-troistournois, soit deux de plus qu'en 2003, auxquels sont insérées des dotations financières en fonction du résultat de la golfeuse. Quatre de ces tournois sont considérés comme « tournoi majeur » - le Championnat Kraft Nabisco, le Championnat de la LPGA, l'Open américain et l'Open britannique - et sont considérés comme les plus prestigieux et difficiles à remporter.
La Suédoise Annika Sörenstam est désignée « Joueuse de l'année de la LPGA » (« Player of the Year ») pour la septième fois de sa carrière et remporte le classement des gains avec un montant de 2 544 707 $ de gains en gagnant huit victoires dont deux tournois majeurs : le Championnat de la LPGA. Les trois autres tournois majeurs sont remportés par la Sud-coréenne Grace Park (Championnat Kraft Nabisco), Meg Mallon (Open américain) et l'Anglaise Karen Stupples (Open britannique). Enfin, le « Trophée Vare » récompensant la golfeuse ayant la moyenne de score la plus basse de la saison est également remporté par la Sud-Coréenne Grace Park pour la première fois.

## Histoire
Pour l'organisation de cette cinquantième-cinquième édition, la majorité des tournois se disputent aux États-Unis mais quatre tournois sont programmés hors des États-Unis. Comme la saison précédente, la LPGA décide d'organiser des tournois hors des frontières des États-Unis avec la tenue de tournois programmés en France, au Canada, en Angleterre, en Corée du Sud et au Japon. La majorité des joueuses sont des golfeuses principalement américaines professionnelles et amateures mais la LPGA intègre quelques années des golfeuses étrangères. Le calendrier fait débuter la saison par le Championnat Welch's/Fry's remporté par Karen Stupples. Au cours de cette saison, les non-américaines sont aussi nombreuses que les Américaines à remporter les tournois.
La Suédoise Annika Sörenstam est désignée « Joueuse de l'année de la LPGA » (« Player of the Year ») pour la septième fois de sa carrière et remporte le classement des gains avec un montant de 2 544 707 $ de gains en gagnant huit victoires dont deux tournois majeurs : le Championnat de la LPGA. Les trois autres tournois majeurs sont remportés par la Sud-coréenne Grace Park (Championnat Kraft Nabisco), Meg Mallon (Open américain) et l'Anglaise Karen Stupples (Open britannique).

## Participantes à la saison LPGA 2004
Les participantes ont deux statuts. Certaines sont devenues professionnelles mais de nombreuses amateures prennent également part aux tournois sans toutefois pouvoir recevoir le montant des gains en raison de leur statut.
| Participantes    | Participantes    | Participantes         | Participantes     | Participantes         |
| Professionnelles | Professionnelles | Professionnelles      | Professionnelles  | Professionnelles      |
| ---------------- | ---------------- | --------------------- | ----------------- | --------------------- |
| Shi-hyun Ahn     | Minea Blomqvist  | Heather Bowie         | Ashli Bunch       | Heather Daly-Donofrio |
| Beth Daniel      | Laura Davies     | Laura Diaz            | Wendy Doolan      | Moira Dunn            |
| Michelle Ellis   | Michelle Estill  | Vicki Goetze-Ackerman | Hee-won Han       | Pat Hurst             |
| Juli Inkster     | Jeong Jang       | Seol-An Jeon          | Rosie Jones       | Lorie Kane            |
| Soo-Yun Kang     | Cristie Kerr     | Christina Kim         | Mi-Hyun Kim       | Carin Koch            |
| Candie Kung      | Jung Yeon Lee    | Sarah Lee (en)        | Siew-Ai Lim       | Meg Mallon            |
| Catriona Matthew | Ai Miyazato      | Becky Morgan          | Liselotte Neumann | Lorena Ochoa          |
| Michie Ohba      | Se Ri Pak        | Gloria Park           | Grace Park        | Michele Redman        |
| Kelly Robbins    | Jennifer Rosales | Kim Saiki             | Giulla Sergas     | Aree Song             |
| Annika Sörenstam | Angela Stanford  | Sherri Steinhauer     | Karen Stupples    | Rachel Teske          |
| Wendy Ward       | Karrie Webb      | Young-A Yang          |                   |                       |
| Amateures        |                  |                       |                   |                       |
| Paula Creamer    | Michelle Wie     |                       |                   |                       |

## Classements saison 2004

### Tableau des gains («Money list»)
Le tableau ci-dessous est le classement des golfeuses par gains obtenus sur cette saison 2004. Le classement par gains est remporté par la Suédoise Annika Sörenstam avec 2 544 707 $ remportés.
| Cla. | Golfeuses        | Gains       | Victoires |
| ---- | ---------------- | ----------- | --------- |
| 1    | Annika Sörenstam | 2 544 707 $ |           |
| 2    | Grace Park       | 1 525 471 $ |           |
| 3    | Lorena Ochoa     | 1 450 824 $ |           |
| 4    | Meg Mallon       | 1 358 623 $ |           |
| 5    | Cristie Kerr     | 1 189 990 $ |           |
| 6    | Karen Stupples   | 968 852 $   |           |
| 7    | Mi-Hyun Kim      | 931 693 $   |           |
| 8    | Hee-Won Han      | 840 605 $   |           |
| 9    | Karrie Webb      | 748 316 $   |           |
| 10   | Jennifer Rosales | 693 625 $   |           |
| 11   | Se Ri Pak        | 682 669 $   |           |
| 12   | Jeong Jang       | 680 080 $   |           |
| 13   | Juli Inkster     | 654 967 $   |           |
| 14   | Catriona Matthew | 650 444 $   |           |
| 15   | Christina Kim    | 636 490 $   |           |

### Trophée Vare («Vare Trophy»)
Le tableau ci-dessous est le classement des golfeuses par scores les plus bas sur cette saison 2004.
| Cla. | Golfeuses  | Moyenne |
| ---- | ---------- | ------- |
| 1    | Grace Park |         |